# Abraham Breguet

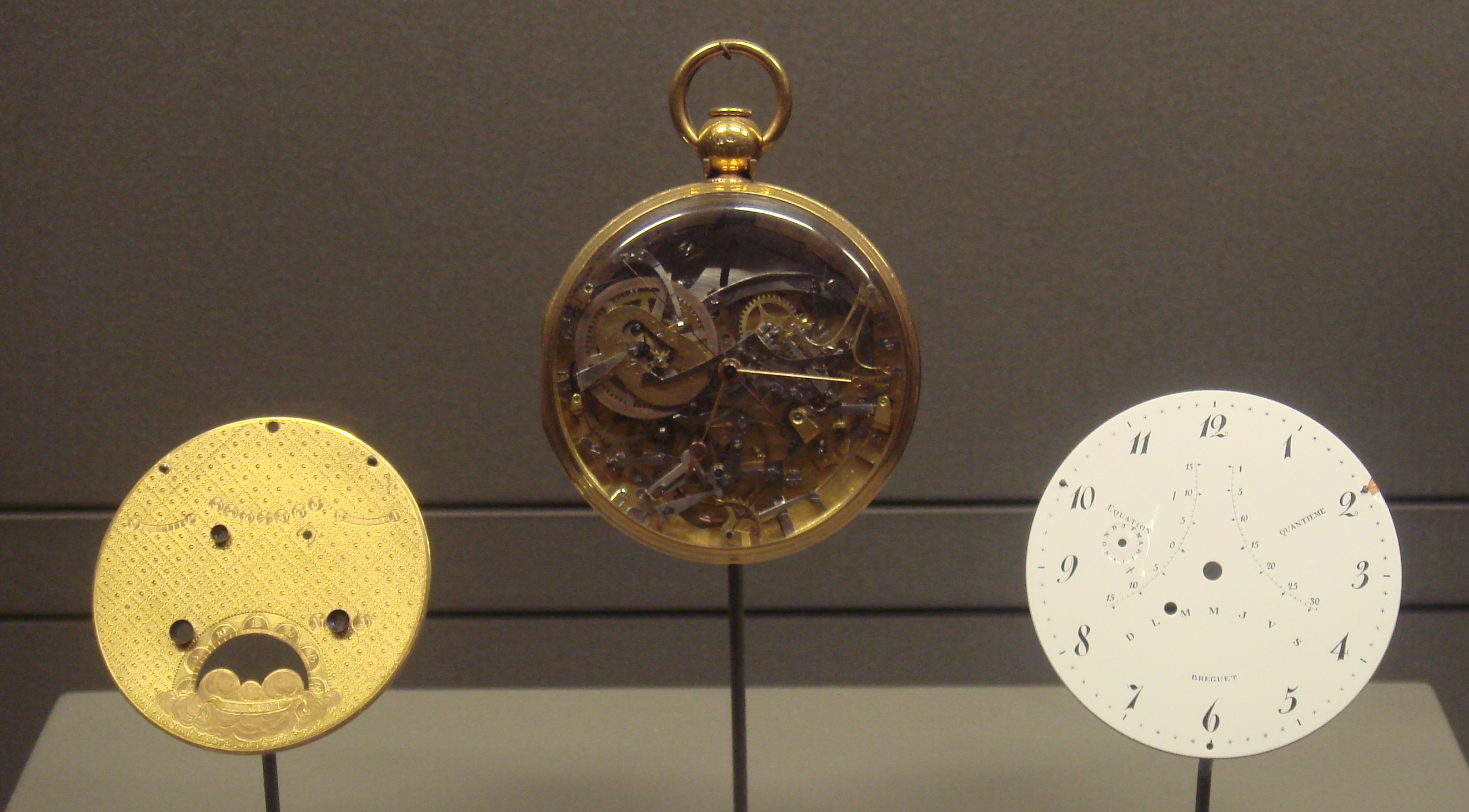
Rellotges de Breguet (1785). Musée des Arts et Métiers.

Abraham-Louis Breguet o Bréguet (10 de gener de 1747 – 17 de setembre de 1823), va néixer a Neuchâtel, a Suïssa. Va fer diverses innovacions en l'art de la rellotgeria a França.
Va estudiar rellotgeria a França i Gran Bretanya i va inventar diferents mètodes d'escapament, d'entre ells el Tourbillon (consistent en un balanç que oscil·la sobre un eix de rotació, regulant la velocitat del moviment i dividint-lo en parts iguals denominades oscil·lacions, produint el famós tic-tac que genera el temps compassat dels rellotges). També va millorar els mecanismes de rosca. Els seus rellotges de butxaca i de paret es consideren com uns dels més bonics i tècnicament aconseguits.
Breguet va morir a París el 1823.